# Nadleśnictwo Wałbrzych
Nadleśnictwo Wałbrzych – jednostka organizacyjna Lasów Państwowych podległa Regionalnej Dyrekcji Lasów Państwowych we Wrocławiu. Siedziba nadleśnictwa znajduje się w Boguszowie-Gorcach, w powiecie wałbrzyskim, w województwie dolnośląskim.
Nadleśnictwo obejmuje większe części powiatu wałbrzyskiego i miasta Wałbrzych oraz niewielkie fragmenty powiatów jaworskiego, kłodzkiego i świdnickiego w województwie dolnośląskim.

## Historia
W 1945 powstały nadleśnictwa Wałbrzych (obecny obręb Wałbrzych) oraz Unisław i Głuszyca (obecny obręb Głuszyca). Lasy nadleśnictwa Wałbrzych wcześniej były głównie własnością państwową oraz w mniejszym stopniu innych podmiotów (majątków ziemskich, Kościoła, kopalni i samorządów). Włączono do niego również słabo jakościowo grunty rolne, które zostały w kolejnych latach zalesione. Nadleśnictwa Unisław i Głuszyca objęły głównie lasy książęce.
Problemem odziedziczonym przez polskie władze leśne było stosowanie przez Niemców w XIX i I poł. XX w. teorii renty gruntowej. Zgodnie z jej założeniami lasy mieszane zostały zastąpione przez monokultury świerkowe. W okolicach Wałbrzycha problemy typowe dla drzewostanów jednogatunkowych potęgowała mała odporność świerka na oddziaływanie czynników przemysłowych.
W późniejszych latach doszło do połączeń nadleśnictw Wałbrzych, Unisław i Głuszyca w jedno Nadleśnictwo Wałbrzych, które w współczesnych granicach istnieje od 1 stycznia 1973.

## Ochrona przyrody
Na terenie nadleśnictwa znajduje się jeden rezerwat przyrody - Przełomy pod Książem koło Wałbrzycha.

## Drzewostany
Typy siedliskowe lasów nadleśnictwa (z ich udziałem procentowym):
- las mieszany górski 64%
- las górski 16%
- bór mieszany górski 11%
- las mieszany wyżynny 6%
- las wyżynny 2%
- inne 1%

Gatunki lasotwórcze lasów nadleśnictwa (z ich procentowym udziałem powierzchniowym):
- świerk 64%
- buk 20%
- dąb 5%
- jawor 3%
- brzoza 3%
- modrzew 2%
- inne 1%

Przeciętna zasobność drzewostanów nadleśnictwa wynosi 331 m³/ha, a przeciętny wiek 74 lata.